# Treat Williams
Richard Treat Williams, född 1 december 1951 i Stamford, Connecticut, död 12 juni 2023 i Albany, New York, var en amerikansk skådespelare.

## Biografi
Willams var son till Richard Norman Williams (företagsledare) och Marian (Andrew). Förnamnet (Treat) är ett efternamn (familjenamn) på hans mors sida i tidigare generationer och det namn han blev mest känd under i sin skådespelarkarriär. Han föddes i Stamford, Connecticut men växte upp i Rowayton nära Norwalk i samma delstat. Willams gick på Franklin and Marshall College. Han arbetade på Fulton Repertory Theatre i Lancaster och agerade i många klassiker liksom i modernare dramer och musikaler. Starten för hans Broadwaykarriär blev att han gestaltade Danny Zuko i musikalen Grease. Rollen blev ett steg mot huvudrollen i filmatiseringen av musikalen Hair. 
Treat Williams slog igenom som hippiegängets ledare, George Berger, i filmen Hair (1979). Williams hade redan gjort en inte alltför liten roll redan i Örnen har landat (1976). Han var även med i tv-serien Eddie Dodd 1991.  
Williams hade flygcertifikat och arbetade under en period på 1980-talet som trafikflygare.
Den 12 juni 2023 omkom Williams efter en motorcykelolycka i Dorset, Vermont. Han flögs till Albany, New York, där han dödförklarades.
Från 1988 och fram till sin död var han gift med Pam Van Sant och tillsammans fick de två barn; Gil Williams (f. 1992) och Elinor Williams (f. 1998).

## Filmografi i urval
- 1976 – Örnen har landat
- 1979 – Hair
- 1979 – 1941 – Ursäkta, var är Hollywood?
- 1981 – Prince of the City
- 1984 – Once Upon a Time in America
- 1984 – Linje Lusta
- 1985 – Stilla försmäkta
- 1988 – Dödlig hetta
- 1992 – Tills döden skiljer oss åt
- 1993–1994 – Good Advice (TV-serie)
- 1995 – Things to Do in Denver When You're Dead
- 1996 – Mulholland Falls
- 1996 – Fantomen
- 1997 – En fiende ibland oss
- 1998 – Deep Rising
- 1999 – Där havet slutar
- 1999 – Till jordens medelpunkt (TV-serie)
- 2000 – Skeletons in the Closet
- 2002 – Hollywood Ending
- 2002–2006 – Everwood (TV-serie) (89 avsnitt)
- 2005 – Miss Secret Agent 2
- 2010 – 127 timmar
- 2011 – A Little Bit of Heaven
- 2012 – Attack of the 50 Foot Cheerleader
- 2012 – Deadfall
- 2013 – Flores Raras
- 2013 – Age of Dinosaurs
- 2014 – Barefoot
- 2014 – In the Blood